# Brooklyn Dodgers (Baseball)
Die Brooklyn Dodgers waren ein US-amerikanisches Baseballteam des New Yorker Stadtteils Brooklyn. Die Dodgers gehörten von 1884 bis 1889 der American Association und von 1890 bis 1957 der National League an und trugen ihre Heimspiele ab 1913 in Ebbets Field aus. Trotz neun World-Series-Teilnahmen zwischen 1916 und 1956 errangen sie nur eine einzige Meisterschaft: 1955 schlugen sie ihren Stadtrivalen, die New York Yankees, die die Dodgers zuvor in fünf Endspiel-Serien bezwungen hatten. Seit ihrem Umzug nach Los Angeles im Jahr 1958 spielen sie unter dem Namen Los Angeles Dodgers.

## Geschichte
Die Dodgers und ihr Stadion Ebbets Field sind bis heute ein fester Bestandteil der US-amerikanischen Sport-Mythologie. Verschiedene Faktoren kamen vor den Ereignisse in den Jahren 1955–57 zusammen. Die Dodgers hatten in der World Series sieben Niederlagen ohne einen Sieg erlitten, zwischen 1941 und 1953 verloren sie allein fünf Mal gegen die New York Yankees, den Erzrivalen aus der Bronx. Baseball war zu dieser Zeit ein New Yorker Sport und die Meisterschaften eher eine Stadtmeisterschaft, gern auch nach der New Yorker U-Bahn Subway Series genannt, die die drei Vereine Yankees, Dodgers und Giants unter sich ausmachten. Dazu kam die Niederlage im National-League-Finale 1951 gegen die Giants, für die Bobby Thomson mit dem legendären „shot heard ’round the world“ das Spiel in letzter Minute gegen den glücklosen Ralph Branca wendete.
1955 gelang das nicht mehr für möglich Gehaltene: In einem Herzschlagfinale über sieben Spiele gegen die Yankees holten die Dodgers mit 4:3 die erste Meisterschaft nach Brooklyn. Die Ernüchterung folgte in den Jahren darauf: Manager Walter O’Malley hatte schon seit einiger Zeit mit den Stadtoberen über den Bau eines neuen Stadions verhandelt. Nachdem die Stadt nicht nachgeben wollte, zogen die Dodgers 1957 nach Los Angeles um. Ist dies heutzutage ein fast alltäglicher Vorgang im nordamerikanischen Profisport, verlor er für viele Amerikaner in diesem Moment seine Unschuld. Im selben Jahr folgten die New York Giants dem Rivalen an die Westküste und wurden zu den San Francisco Giants. Den Giants verzieh man dies, denn sie waren nicht die Ersten: Sie hatten den Sündenfall nicht begangen, sondern die Dodgers. Am 18. April 1958 trafen beide Teams vor 80.000 Zuschauern zum ersten Mal im Los Angeles Memorial Coliseum aufeinander.

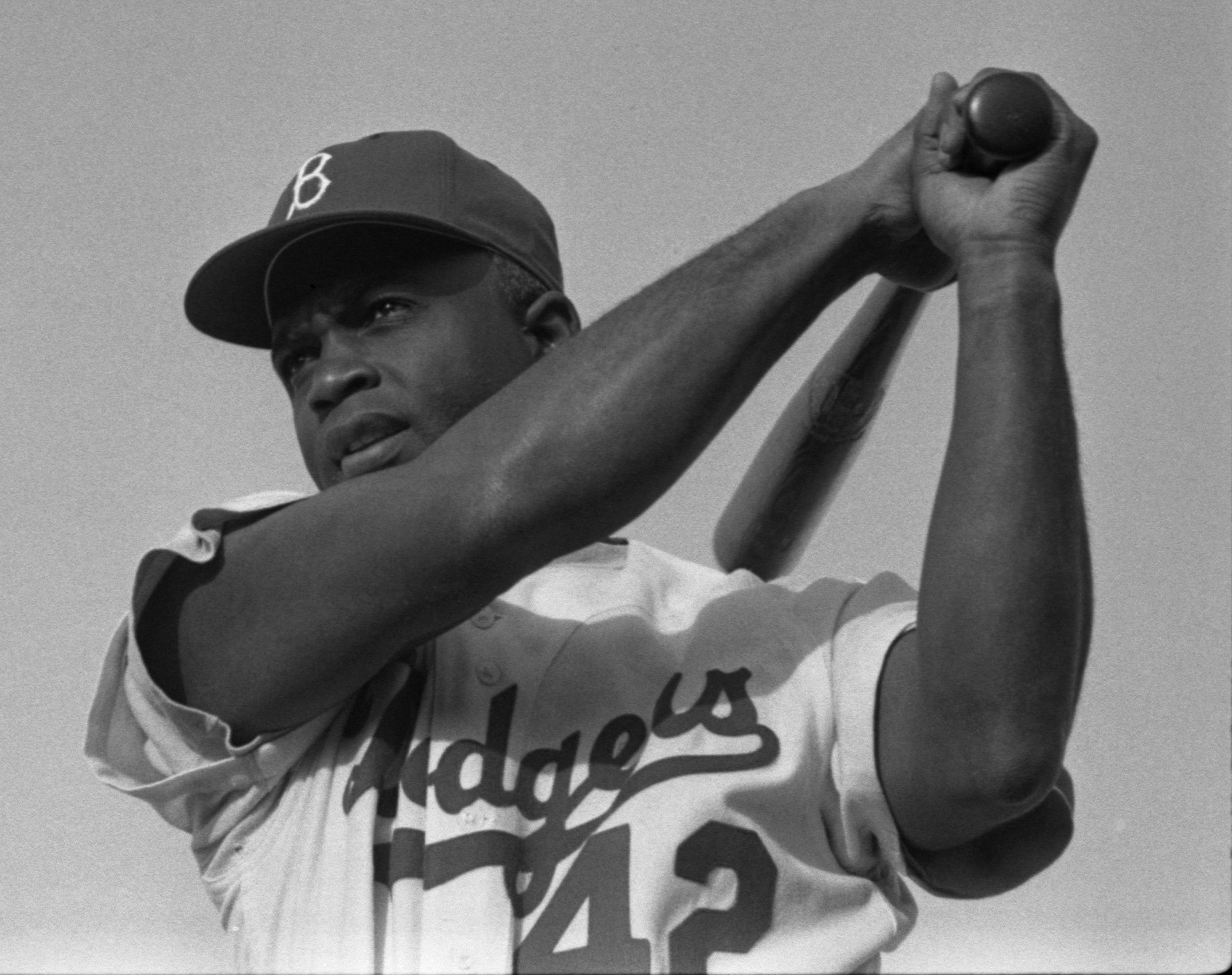
Jackie Robinson im Trikot der Dodgers

## Rassenintegration
1945 leitete der Manager der Dodgers, Branch Rickey, die Rassenintegration im Baseballsport ein. Zuvor gab es eine Gentlemen’s Agreement genannte Absprache zwischen den Besitzern der Major-League-Teams, keine schwarzen Spieler zu verpflichten. Diese wurde vom Commissioner of Baseball, Kenesaw Mountain Landis, bis zu seinem Tod 1944 auch strikt durchgesetzt. Sein Nachfolger, Commissioner Happy Chandler, erlaubte Rickey jedoch, entgegen dem Agreement einen schwarzen Spieler unter Vertrag zu nehmen. Am 28. August 1945 verpflichtete Rickey Jackie Robinson und ließ ihn zunächst für ein Minor-League-Team der Dodgers im kanadischen Montréal spielen. Nach einer sehr erfolgreichen Saison in Kanada wurde Robinson 1947 der erste schwarze Spieler, der für ein Major-League-Team auflief. In den folgenden Jahren fanden immer mehr Schwarze ihren Weg in die Majors, das Gentlemen’s Agreement war endgültig gebrochen.